# Liste de festivals de jazz
Pour un article plus général, voir Liste de festivals de musique.
Cet article présente une liste de festivals de jazz. Cette liste non exhaustive est classée par continent, par pays et par mois (ordre alphabétique) :

## Afrique
| Pays           | Mois          | Festival                                                 |
| -------------- | ------------- | -------------------------------------------------------- |
| Afrique du Sud | Mars          | Cape Town International Jazz Festival, Le Cap.           |
| Afrique du sud | Mai           | Cape Town Big Band Jazz Festival, Le Cap.                |
| Afrique du sud | Juin          | Standard Bank National Youth Jazz Festival, Grahamstown. |
| Afrique du sud | Août          | Standard Bank Joy Of Jazz, Johannesbourg.                |
| Algérie        | Avril         | Alger Jazz Meeting, Alger.                               |
| Algérie        | Juin          | DimaJazz, Constantine.                                   |
| Angola         | Juillet       | Luanda International Jazz Festival (en), Luanda.         |
| Burkina Faso   | Avril         | Jazz à Ouaga, Ouagadougou.                               |
| Madagascar     | Octobre       | Madajazzcar, Antananarivo.                               |
| Madagascar     | Avril         | Nosy Boraha Jazz Festival, Sainte-Marie.                 |
| Maroc          | Juin- Juillet | Jazzablanca, Casablanca.                                 |
| Maroc          | Septembre     | Festival de jazz de Fès, Fès.                            |
| Maroc          | Septembre     | Jazz au Chellah, Rabat.                                  |
| Maroc          | Septembre     | Tanjazz, Tanger.                                         |
| Nigéria        | Mai           | Lagos International Jazz Festival (en), Lagos.           |
| Sénégal        | Mai           | Festival international de jazz de Saint-Louis.           |
| Tunisie        | Avril         | Jazz à Carthage.                                         |
| Tunisie        | Juillet       | Tabarka Jazz Festival.                                   |

## Amérique du Nord
| Pays         | Mois      | Festival                                                                            |
| ------------ | --------- | ----------------------------------------------------------------------------------- |
| Barbade      | Janvier   | Barbados Jazz Festival (en), La Barbade.                                            |
| Canada       | Mai       | Festival de Jazz & Blues de Saguenay (Québec).                                      |
| Canada       | Juin      | Festival international de jazz d'Ottawa, Ottawa.                                    |
| Canada       | Juin      | Jazz Winnipeg Festival (en), Winnipeg (Manitoba).                                   |
| Canada       | Juin      | Sasktel Saskatchewan Jazz Fest (en), Saskatoon (Saskatchewan).                      |
| Canada       | Juin      | Toronto Jazz Festival (en), Toronto.                                                |
| Canada       | Juin      | Vancouver International Jazz Festival (en), Vancouver.                              |
| Canada       | Juillet   | Beaches International Jazz Festival, The Beaches (Toronto).                         |
| Canada       | Juillet   | Festival international de jazz de Montréal.                                         |
| Canada       | Août      | Downtown Oakville Jazz Festival (en), Oakville (Ontario).                           |
| Canada       | Septembre | Festi Jazz international de Rimouski, Rimouski (Québec).                            |
| Canada       | Septembre | Guelph Jazz Festival, Guelph (Ontario).                                             |
| Canada       | Septembre | Jazz Sudbury Festival, Sudbury (Ontario).                                           |
| Canada       | Octobre   | L'Off Jazz, Montréal.                                                               |
| États-Unis   | Février   | Lionel Hampton Jazz Festival (en), Moscow (Idaho).                                  |
| États-Unis   | Mars      | Berks Jazz Fest, Reading (Pennsylvanie).                                            |
| États-Unis   | Avril     | New Orleans Jazz & Heritage Festival, La Nouvelle-Orléans.                          |
| États-Unis   | Avril     | Jazz Appreciation Month (en), Musée national d'histoire américaine, Washington DC.  |
| États-Unis   | Avril     | Wichita Jazz Festival, Wichita (Kansas).                                            |
| États-Unis   | Mai       | Sacramento Jazz Fest and Jubilee, Californie.                                       |
| États-Unis   | Mai       | Satchmo SummerFest, La Nouvelle-Orléans.                                            |
| États-Unis   | Juin      | Festival de jazz de Healdsburg, Healdsburg (Californie).                            |
| États-Unis   | Juin      | Playboy Jazz Festival (en), Hollywood Bowl (Los Angeles).                           |
| États-Unis   | Juin      | Vision Festival (en), New York.                                                     |
| États-Unis   | Août      | Albany Riverfront Jazz Festival, Albany (New York).                                 |
| États-Unis   | Août      | Charlie Parker Jazz Festival (en), New York.                                        |
| États-Unis   | Août      | Chicago Jazz Festival, Chicago (Illinois).                                          |
| États-Unis   | Août      | Long Beach Jazz Festival, Californie.                                               |
| États-Unis   | Août      | Newport Jazz Festival, Newport (Rhode Island).                                      |
| États-Unis   | Août      | Park City Jazz Festival (en), Park City (Utah).                                     |
| États-Unis   | Août      | San Jose Jazz Festival (en), San José (Californie).                                 |
| États-Unis   | Août      | Telluride Jazz Celebration (en), Telluride (Colorado).                              |
| États-Unis   | Septembre | Berklee BeanTown Jazz Festival, Boston (Massachusetts).                             |
| États-Unis   | Septembre | Detroit International Jazz Festival (en), Détroit (Michigan).                       |
| États-Unis   | Septembre | Hyde Park Jazz Festival, Chicago (Illinois).                                        |
| États-Unis   | Septembre | Monterey Jazz Festival, Monterey (Californie).                                      |
| États-Unis   | Septembre | Festival de musique de Tanglewood, Lenox (Massachusetts).                           |
| États-Unis   | Septembre | Jazz at the Lake: Lake George Jazz Weekend (en), Lake George (village de New York). |
| États-Unis   | Octobre   | Black Men of Labor Parade, La Nouvelle-Orléans.                                     |
| États-Unis   | Octobre   | Jazz-By-The-Bay Festival, Panama City (Floride).                                    |
| États-Unis   | Octobre   | Clearwater Jazz Holiday, Coachman Park, Clearwater (Floride).                       |
| États-Unis   | Octobre   | Pacific Rim Jazz Festival, Honolulu (Hawaï).                                        |
| États-Unis   | Octobre   | San Francisco Jazz Festival (en), San Francisco.                                    |
| États-Unis   | Octobre   | Sun Valley Jazz Jamboree, Sun Valley (Idaho).                                       |
| États-Unis   | Octobre   | Texas Jazz Festival, Corpus Christi (Texas).                                        |
| Haïti        | Janvier   | Festival international de jazz de Port-au-Prince, Port-au-Prince.                   |
| Mexique      | Novembre  | Festival Internacional Jazzuv, Xalapa (Veracruz).                                   |
| Sainte-Lucie | Mai       | Saint Lucia Jazz Festival, Sainte-Lucie (Antilles).                                 |

## Amérique du Sud
| - Pays    | Mois      | Festival |
| --------- | --------- | --- |
| Argentine | Octobre   | Festival Internacional Buenos Aires Jazz (en).                                                                      |
| Chili     | Janvier   | Festival Internacional Providencia Jazz (es), Providencia.                                                          |
| Colombie  | Septembre | Barranquijazz, Barranquilla.                                                                                        |
| Colombie  | Novembre  | Festival international de jazz de Medellín.                                                                         |
| Guyane    | Octobre   | Kayenn Jazz Festival, Cayenne.                                                                                      |
| Venezuela | Septembre | Festival Internacional de Jazz, Barquisimeto, (État de Lara), Puerto La Cruz, Maracaibo (État de Zulia) et Caracas. |

## Asie
| Pays                | Mois      | Festival                                                                        |
| ------------------- | --------- | ------------------------------------------------------------------------------- |
| Azerbaïdjan         | Octobre   | Festival de jazz de Bakou, Bakou.                                               |
| Chine               | Septembre | Beijing Jazz Festival (en), Pékin.                                              |
| Chine               | Octobre   | JZ Festival (en), Shanghai.                                                     |
| Chine               | Novembre  | Jazz-E Festival, Pékin.                                                         |
| Corée du Sud        | Octobre   | Jarasum International Jazz Festival (en), district de Gapyeong.                 |
| Émirats arabes unis | Février   | Dubai International Jazz Festival (en), Dubaï.                                  |
| Indonésie           | Mars      | Jakarta International Java Jazz Festival, Jakarta.                              |
| Indonésie           | Juillet   | Asean Jazz Festival, Batam.                                                     |
| Indonésie           | Novembre  | Jazz Goes to Campus, Depok (Java occidental).                                   |
| Israël              | Février   | Winter Red Sea Jazz Festival, Eilat.                                            |
| Israël              | Mai       | Tel Aviv Jazz Festival.                                                         |
| Israël              | Août      | Red Sea Jazz Festival, Eilat.                                                   |
| Israël              | Décembre  | Jerusalem Jazz Festival.                                                        |
| Japon               | Août      | Mount Fuji Jazz Festival (en), au lac Yamanaka.                                 |
| Japon               | Septembre | Festival de jazz de Tokyo.                                                      |
| Malaisie            | Mai       | Borneo Jazz, Miri.                                                              |
| Malaisie            | Décembre  | Penang Island Jazz Festival, Penang.                                            |
| Népal               | Octobre   | Jazzmandu (en), Katmandou.                                                      |
| Philippines         | Janvier   | Philippine International Jazz & Ethnic Arts Festival (en), à Manille et Makati. |
| Singapour           | Octobre   | SingJazz Festival (Singapore International Jazz Festival).                      |
| Taïwan              | Octobre   | Taichung Jazz Festival (en), Taichung.                                          |
| Thaïlande           | Juin      | Hua Hin Jazz Festival (en), Hua Hin.                                            |
| Thaïlande           | Décembre  | Bangkok Jazz Festival (en), Dusit District, Bangkok.                            |

## Europe
| Pays               | Mois                     | Festival |
| ------------------ | ------------------------ | --- |
| Allemagne          | Janvier                  | Internationales Jazzfestival Münster (de), Münster.                                                                               |
| Allemagne          | Février                  | Women in Jazz (de), Halle (Saxe-Anhalt).                                                                                          |
| Allemagne          | Mars                     | B'Jazz (Internationale Jazzwoche Burghausen (de)), Burghausen.                                                                    |
| Allemagne          | Mars                     | Internationales Jazzfestival Sankt Ingbert, Saint-Ingbert.                                                                        |
| Allemagne          | Avril                    | Jazzahead (de), Brême. |
| Allemagne          | Avril                    | Moers Festival, Moers. |
| Allemagne          | Mai                      | Internationale Dixieland Festival, Dresde.                                                                                        |
| Allemagne          | Juillet                  | JazzBaltica (de), près de Kiel.                                                                                                   |
| Allemagne          | Juillet                  | Jazz an der Donau (de), Straubing.                                                                                                |
| Allemagne          | Juillet                  | Palatia jazz (en). |
| Allemagne          | Septembre                | Jazz Festival Viersen (de), Viersen.                                                                                              |
| Allemagne          | Octobre                  | Deutsches Jazzfestival, Francfort.                                                                                                |
| Allemagne          | Octobre                  | Ingolstädter Jazztage (de), Ingolstadt.                                                                                           |
| Allemagne          | Octobre                  | Jazz Am Rhein, Cologne. |
| Allemagne          | Novembre                 | Aalener Jazzfest (de), Aalen. |
| Allemagne          | Novembre                 | Enjoy Jazz (de), Heidelberg, Mannheim, Ludwigshafen.                                                                              |
| Allemagne          | Novembre                 | JazzFest Berlin (de), Berlin. |
| Allemagne          | Novembre                 | Jazztage Dresden (de), Dresde. |
| Autriche           | Mars                     | Steyr Jazz Festival, Steyr. |
| Autriche           | Mars                     | Snow Jazz Gastein, Bad Hofgastein.                                                                                                |
| Autriche           | Mai                      | INNtöne Jazzfestival, Diersbach.                                                                                                  |
| Autriche           | Juillet                  | Jazz Fest Wien (en), Vienne. |
| Autriche           | Juillet                  | Konfrontationen, Nickelsdorf. |
| Autriche           | Juillet                  | Poysdorf Jazz & Wine Summer, Poysdorf.                                                                                            |
| Autriche           | Août                     | Jazzfestival Saalfelden, Saalfelden.                                                                                              |
| Autriche           | Août                     | Jazzbühne Lech, Lech am Arlberg.                                                                                                  |
| Autriche           | Août                     | Outreach Festival, Schwaz. |
| Autriche           | Octobre                  | Jazz & the City, Salzbourg. |
| Autriche           | Octobre                  | Jazzfestival Leibnitz, Leibnitz.                                                                                                  |
| Belgique           | Janvier                  | Winterjazz Festival Marni & Flagey, Bruxelles.                                                                                    |
| Belgique           | Février                  | Tournai Jazz, Tournai. |
| Belgique           | Mars                     | Open Jazz Festival, Louvain-la-Neuve.                                                                                             |
| Belgique           | Mai                      | Brussels Jazz Weekend, Bruxelles.                                                                                                 |
| Belgique           | Mai                      | Django à Liberchies, Liberchies.                                                                                                  |
| Belgique           | Mai                      | Mithra Jazz à Liège, Liège. |
| Belgique           | Juillet                  | Brosella Folk & Jazz, Bruxelles.                                                                                                  |
| Belgique           | Juillet                  | Comblain Jazz, Comblain-la-Tour.                                                                                                  |
| Belgique           | Juillet                  | Dinant Jazz Nights, Dinant. |
| Belgique           | Juillet                  | Gent Jazz Festival (en), Gand. |
| Belgique           | Août                     | Gaume Jazz Festival, Rossignol.                                                                                                   |
| Belgique           | Août                     | Jazz & Blues Festival de Gouvy, Ferme de la Madelonne à Gouvy.                                                                    |
| Belgique           | Août                     | Jazz Middelheim, Anvers. |
| Belgique           | Septembre                | Flemish Jazz Meeting, Bruges. |
| Belgique           | Septembre                | Jazz Station, Bruxelles. |
| Belgique           | Septembre                | Mons Jazz Festival, Mons. |
| Belgique           | Septembre                | Saint-Jazz-ten-Noode, Saint-Josse-ten-Noode.                                                                                      |
| Belgique           | Octobre                  | Jazz Station, Bruxelles. |
| Bosnie-Herzégovine | Novembre                 | Sarajevo Jazz Festival (en). |
| Bulgarie           | Août                     | International Jazz Festival in Bansko.                                                                                            |
| Chypre             | Juillet                  | Paradise Jazz Festival, Pomos. |
| Danemark           | Juillet                  | Festival de jazz de Copenhague, Copenhague.                                                                                       |
| Espagne            | Mars                     | Festival de jazz de Terrassa (es), Terrassa (Catalogne).                                                                          |
| Espagne            | Juillet                  | Festival de jazz de Saint-Sébastien, « Heineken Jazzaldia », Donostia - San Sebastián.                                            |
| Espagne            | Juillet                  | Festival de jazz de Vitoria-Gasteiz.                                                                                              |
| Espagne            | Juillet                  | Festival de jazz del Palau de la Música, Valence.                                                                                 |
| Espagne            | Juillet                  | Festival internacional de jazz de San Javier (es), San Javier (région de Murcie).                                                 |
| Espagne            | Juillet                  | Getxo Jazz, Getxo. |
| Espagne            | Novembre                 | Festival de Jazz de Almería (es), Almería.                                                                                        |
| Espagne            | Novembre                 | Festival de Jazz de Cartagena, Carthagène.                                                                                        |
| Espagne            | Novembre                 | Festival de Jazz de Granada (es), Grenade.                                                                                        |
| Espagne            | Novembre                 | Festival de Jazz de Madrid (es), Madrid.                                                                                          |
| Espagne            | Novembre                 | Voll-Damm Festival Internacional de Jazz de Barcelona, Barcelone.                                                                 |
| Estonie            | Juin                     | Tallinn JazzOn, Tallinn. |
| Finlande           | Février                  | Ylläs Jazz Blues, Kolari. |
| Finlande           | Avril                    | April Jazz (en), Espoo. |
| Finlande           | Juillet                  | Baltic Jazz (en), Turku. |
| Finlande           | Juillet                  | Pori Jazz, Pori. |
| Finlande           | Novembre                 | Tampere Jazz Happening, Tampere.                                                                                                  |
| France             | Janvier (jusqu'en avril) | Bassin'Jass, La Teste-de-Buch-Briançon (Gironde).                                                                                 |
| France             | Janvier                  | Altitude Jazz Festival, Serre Chevalier-Briançon (Hautes-Alpes).                                                                  |
| France             | Janvier                  | Jazz Escales à Ouistreham (Calvados).                                                                                             |
| France             | Janvier                  | Saint-Fons Jazz Festival, Saint-Fons.                                                                                             |
| France             | Février                  | Sons d'hiver, Val-de-Marne. |
| France             | Mars                     | À Vaulx Jazz, centre culturel Charlie Chaplin de Vaulx-en-Velin.                                                                  |
| France             | Mars                     | Banlieues Bleues, Seine-Saint-Denis.                                                                                              |
| France             | Mars                     | Couleurs Jazz, Saint-Malo. |
| France             | Mars                     | Festival de Jazz d'Hirson, Hirson (Aisne).                                                                                        |
| France             | Mars                     | Focus Jazz, Basse-Normandie. |
| France             | Mars                     | Détours de Babel, Grenoble. |
| France             | Mars                     | Jazz'titudes, Laon (Aisne). |
| France             | Mars                     | Jazz à l'Étage, Rennes. |
| France             | Mars                     | Jazz à Toute Heure (JATH), (Haute Vallée de Chevreuse en Île-de-France).                                                          |
| France             | Mars                     | Jazz de Mars, Eure-et-Loir. |
| France             | Mars                     | Jazz en Mars, Tarnos (Landes). |
| France             | Mars                     | Jazz en Artois, (Arras et alentours) jusqu'en 2007, cessation d'activité depuis.                                                  |
| France             | Mars                     | Jazz in Fougères. |
| France             | Mars                     | Jazz in Japan, Maison de la culture du Japon à Paris.                                                                             |
| France             | Mars                     | Jazz Naturel, Orthez. |
| France             | Mars                     | Jazzenville, Conflans-Sainte-Honorine.                                                                                            |
| France             | Mars                     | Musiques de jazz et d'ailleurs, Amiens.                                                                                           |
| France             | Mars                     | Semaine du Jazz d'Orcières 1850, Orcières.                                                                                        |
| France             | Avril                    | Europa Jazz Festival, Le Mans. |
| France             | Avril                    | Festival de jazz au Vigan, Le Vigan (Gard).                                                                                       |
| France             | Avril                    | Jazz Up Avoriaz. |
| France             | Avril                    | Quimper Jazz Festival, Quimper.                                                                                                   |
| France             | Avril                    | Versailles Jazz Festival, Versailles.                                                                                             |
| France             | Avril                    | Jazz or Jazz, Orléans. |
| France             | Mai                      | Europa Jazz Festival, au Mans et dans la Sarthe.                                                                                  |
| France             | Mai                      | Festiva'son, Malakoff (Hauts-de-Seine).                                                                                           |
| France             | Mai                      | Festival Ferté Jazz, La Ferté-sous-Jouarre (Seine-et-Marne).                                                                      |
| France             | Mai                      | Festival Ateliers Jazz de Meslay-Grez, Meslay-du-Maine (Mayenne).                                                                 |
| France             | Mai                      | Festival de jazz de Munster, Munster (Haut-Rhin).                                                                                 |
| France             | Mai                      | Jazz à La Harpe (Rennes, Ille-et-Vilaine).                                                                                        |
| France             | Mai                      | Jazz à Saint-Germain-des-Prés Paris.                                                                                              |
| France             | Mai                      | Jazz à Roland-Garros, Internationaux de France de tennis à Paris.                                                                 |
| France             | Mai                      | Jazz dans le Bocage, Rocles (Allier) et communes voisines.                                                                        |
| France             | Mai                      | Jazz en Comminges, Saint-Gaudens.                                                                                                 |
| France             | Mai                      | Jazz For Ville, Alfortville (Val-de-Marne).                                                                                       |
| France             | Mai                      | Jazz in Arles (Bouches-du-Rhône).                                                                                                 |
| France             | Mai                      | Jazz Pourpre Périgord, Bergerac (Dordogne).                                                                                       |
| France             | Mai                      | Jazz sous les pommiers, Coutances (Manche).                                                                                       |
| France             | Mai                      | Jazz'Velanet, Lavelanet (Ariège).                                                                                                 |
| France             | Mai                      | Jazzellerault, Châtellerault (Vienne).                                                                                            |
| France             | Mai                      | Le Bouche à Oreille, Bouchemaine (Maine-et-Loire).                                                                                |
| France             | Mai                      | Le Crotoy Jazz Festival - Baie de Somme, au Crotoy (Somme).                                                                       |
| France             | Mai                      | Marly Jazz Festival, Marly (Moselle).                                                                                             |
| France             | Mai                      | Saint-Jazz-sur-Vie, Saint-Gilles-Croix-de-Vie, Vendée.                                                                            |
| France             | Mai                      | Sunnyside Festival, Reims. |
| France             | Juin                     | Archéo Jazz, Blainville-Crevon (Seine-Maritime).                                                                                  |
| France             | Juin                     | Art & Jazz dans ma cour, Hermonville (Marne) (années paires seulement).                                                           |
| France             | Juin                     | Calvi Jazz Festival (Corse). |
| France             | Juin                     | Chinon en Jazz, Chinon (Indre-et-Loire).                                                                                          |
| France             | Juin                     | Corbeil-Essonnes Jazz Festival, Corbeil-Essonnes (Anciennement Les Couleurs du Jazz).                                             |
| France             | Juin                     | Festival de Jazz Django Reinhardt, (Samois-sur-Seine).                                                                            |
| France             | Juin                     | Festival international de jazz à Louviers.                                                                                        |
| France             | Juin                     | Fort en Jazz, Francheville (Rhône).                                                                                               |
| France             | Juin                     | Jazz à Gomené, Gomené (Côtes-d'Armor).                                                                                            |
| France             | Juin                     | Jazz & Wine Festival, Bordeaux.                                                                                                   |
| France             | Juin                     | Jazz and Blues, Léognan (Gironde).                                                                                                |
| France             | Juin                     | Jazz au Palais, Hauterives (Drôme).                                                                                               |
| France             | Juin                     | Jazz aux Sources, Châtel-Guyon (Puy-de-Dôme).                                                                                     |
| France             | Juin                     | Jazz et musique improvisée en Franche-Comté, Besançon.                                                                            |
| France             | Juin                     | Jazz Entraigues Festival, Entraigues-sur-la-Sorgue (Vaucluse).                                                                    |
| France             | Juin                     | Jazz In Aiacciu, Ajaccio (Corse).                                                                                                 |
| France             | Juin                     | Jazz Musette des Puces, Paris. |
| France             | Juin                     | Jazz360, Cénac (Gironde). |
| France             | Juin                     | Jazzelles, Chazelles-sur-Lyon (Loire).                                                                                            |
| France             | Juin                     | Jazzin'Cheverny, Château de Cheverny (Loir-et-Cher).                                                                              |
| France             | Juin                     | La Défense Jazz Festival (Hauts-de-Seine).                                                                                        |
| France             | Juin                     | Les Flâneries musicales de Reims.                                                                                                 |
| France             | Juin                     | Luberon Jazz Festival, Apt (Vaucluse).                                                                                            |
| France             | Juin                     | Maisons-Laffitte Jazz Festival, Maisons-Laffitte (Yvelines).                                                                      |
| France             | Juin                     | Palais en Jazz, château de Compiègne, (Oise).                                                                                     |
| France             | Juin                     | Paris Jazz Festival, parc floral de Paris.                                                                                        |
| France             | Juin                     | Starting Blocks, Tours. |
| France             | Juin                     | Swing en Sologne, Salbris (Loir-et-Cher).                                                                                         |
| France             | Juin                     | Wolfi Jazz, Wolfisheim (Bas-Rhin).                                                                                                |
| France             | Juillet                  | Albertville Jazz Festival, Albertville (Savoie).                                                                                  |
| France             | Juillet                  | Argelliers Jazz Estival, Argelliers (Hérault)                                                                                     |
| France             | Juillet                  | Charlie Jazz Festival, Vitrolles (Bouches-du-Rhône).                                                                              |
| France             | Juillet                  | Cosmo Jazz Festival, Chamonix. |
| France             | Juillet                  | Des Rives & Des Notes, Oloron-Sainte-Marie (Pyrénées-Atlantiques).                                                                |
| France             | Juillet                  | Errobiko Festibala, Itxassou (Pyrénées-Atlantiques).                                                                              |
| France             | Juillet                  | Fest Jazz, Châteauneuf-du-Faou (Finistère).                                                                                       |
| France             | Juillet                  | Festi-Jazz, Saint-Cézaire-sur-Siagne (Alpes-Maritimes).                                                                           |
| France             | Juillet                  | Festival de Biguine Jazz, dans certaines communes de Martinique.                                                                  |
| France             | Juillet                  | Festival de jazz au Château l'Hospitalet, Narbonne.                                                                               |
| France             | Juillet                  | Festival de jazz José Cando, Fouras (Charente-Maritime).                                                                          |
| France             | Juillet                  | Festival des Hauts de Garonne, Bassens, Cenon, Lormont et Floirac (Gironde).                                                      |
| France             | Juillet                  | Festival Jazz à Villes-sur-Auzon, Villes-sur-Auzon (Vaucluse).                                                                    |
| France             | Juillet                  | Festival Jazz L'Appel du Loup, Lanloup (Côtes-d'Armor).                                                                           |
| France             | Juillet                  | Festival Sim Copans - Souillac en Jazz (Lot).                                                                                     |
| France             | Juillet                  | Jazz à Beaupré, Saint-Cannat (Bouches-du-Rhône).                                                                                  |
| France             | Juillet                  | Jazz à Couches (Saône-et-Loire).                                                                                                  |
| France             | Juillet                  | Jazz à Foix, Foix (Ariège). |
| France             | Juillet                  | Jazz à Juan, Juan-les-Pins. |
| France             | Juillet                  | Jazz à Juhègues, Torreilles (Pyrénées-Orientales).                                                                                |
| France             | Juillet                  | Jazz à Junas, (Junas, Gard). |
| France             | Juillet                  | Jazz à Luz, Luz-Saint-Sauveur (Hautes-Pyrénées).                                                                                  |
| France             | Juillet                  | Jazz à Porquerolles (Var). |
| France             | Juillet                  | Jazz à Sète, Sète. |
| France             | Juillet                  | Jazz à Toulon (Var). |
| France             | Juillet                  | Jazz à Vannes, (Morbihan). |
| France             | Juillet                  | Jazz à Vienne (Isère). |
| France             | Juillet                  | Jazz au Couvent, Cervione (Haute-Corse).                                                                                          |
| France             | Juillet                  | Jazz au fil du Cher, Montluçon (Allier).                                                                                          |
| France             | Juillet                  | Jazz au Fort Napoléon, La Seyne-sur-Mer (Var).                                                                                    |
| France             | Juillet                  | Jazz en Liberté, Andernos-les-Bains (Gironde).                                                                                    |
| France             | Juillet                  | Jazz en Sol Mineur, Gréasque (Bouches-du-Rhône).                                                                                  |
| France             | Juillet                  | Jazz in Régusse, Pierrevert, (Alpes-de-Haute-Provence).                                                                           |
| France             | Juillet                  | Jazz in Sanguinet,Sanguinet (Landes).                                                                                             |
| France             | Juillet                  | Jazz on Ubaye / Les Enfants du Jazz, Barcelonnette (Alpes-de-Haute-Provence).                                                     |
| France             | Juillet                  | Jazz sur un plateau, Larnas (Ardèche).                                                                                            |
| France             | Juillet                  | Jazz sous les châtaigniers, Roquefère (Aude).                                                                                     |
| France             | Juillet                  | Jazzbulles, Saumur (Maine-et-Loire).                                                                                              |
| France             | Juillet                  | Jazzpote, Thionville (Moselle).                                                                                                   |
| France             | Juillet                  | Jazz'y Krampouezh, Riec-sur-Bélon et Pont-Aven, Finistère.                                                                        |
| France             | Juillet                  | Joly Jazz, Eppe-Sauvage (Nord).                                                                                                   |
| France             | Juillet                  | La Londe Jazz Festival, La Londe-les-Maures (Var).                                                                                |
| France             | Juillet                  | Le Crescent Jazz Festival, Mâcon.                                                                                                 |
| France             | Juillet                  | Le Jazz bat la campagne, Parthenay (Deux-Sèvres).                                                                                 |
| France             | Juillet                  | Les 24h du Swing, Monségur (Gironde).                                                                                             |
| France             | Juillet                  | Les Trois Temps du Swing, Seloncourt (Doubs).                                                                                     |
| France             | Juillet                  | Macadam Jazz, Périgueux (Dordogne).                                                                                               |
| France             | Juillet                  | Marseille Jazz des Cinq Continents, Marseille.                                                                                    |
| France             | Juillet                  | Millau en Jazz, (Aveyron). |
| France             | Juillet                  | MNOP Festival (Musiques de la Nouvelle Orléans en Périgord), (Dordogne).                                                          |
| France             | Juillet                  | Morty Jazz, Feigneux et Mortefontaine, (Aisne et Oise) .                                                                          |
| France             | Juillet                  | Nice Jazz Festival, Nice. |
| France             | Juillet                  | Nuits du Jazz, Vauvert. |
| France             | Juillet                  | Pavillons Jazz Festival, aux Pavillons-sous-Bois (Seine-Saint-Denis).                                                             |
| France             | Juillet                  | Place au Jazz, Blauzac (Gard). |
| France             | Juillet                  | Pleins Feux Festival, Bonneville (Haute-Savoie).                                                                                  |
| France             | Juillet                  | Poët-Laval Jazz/s Festival, Le Poët-Laval (Drôme).                                                                                |
| France             | Juillet                  | Rhino Jazz(s) Festival, Saint-Chamond (Loire), précédemment à Rive-de-Gier de sa création en 1979 jusqu'en 2008 inclus.           |
| France             | Juillet                  | Saint-Émilion Jazz Festival, Saint-Émilion.                                                                                       |
| France             | Juillet                  | Saint-Omer Jaaz Festival, Arrondissement de Saint-Omer, (Pas-de-Calais).                                                          |
| France             | Juillet                  | Saint-Paul Soul Jazz Festival, Saint-Paul-Trois-Châteaux, (Drôme)                                                                 |
| France             | Juillet                  | Saveurs Jazz Festival, Segré (Pays De La Loire).                                                                                  |
| France             | Juillet                  | Soleils Bleus, Saint-Herblain (années impaires seulement).                                                                        |
| France             | Juillet                  | Songes d'une Nuit de Jazz, Mortefontaine, Soissons et Villers-Cotterêts (Aisne).                                                  |
| France             | Juillet                  | Strasbourg Jazz Festival, Strasbourg.                                                                                             |
| France             | Juillet                  | Swing in Deauville, (Calvados).                                                                                                   |
| France             | Juillet                  | Swing sous les étoiles, Miribel (Ain).                                                                                            |
| France             | Juillet                  | Têtes de Jazz !, Avignon. |
| France             | Juillet                  | Un Air de Jazz, Saint-Cast-le-Guildo, (Côtes-d'Armor).                                                                            |
| France             | Juillet                  | Vague de Jazz (fin juillet et début août) en Vendée.                                                                              |
| France             | Juillet                  | Val de Jazz (Cher et Loiret), disparu depuis novembre 2011.                                                                       |
| France             | Juillet                  | Vichy, Festival international de jazz de Vichy 1985 et 1986                                                                       |
| France             | Juillet                  | Vinovalie Jazz, à Técou et Rabastens (Tarn), Parnac (Lot), Fronton (Haute-Garonne).                                               |
| France             | Août                     | Au Grès du jazz, La Petite-Pierre (Bas-Rhin).                                                                                     |
| France             | Août                     | Août of Jazz, Capbreton (Landes), anciennement Fugue en Pays Jazz.                                                                |
| France             | Août                     | Arts des Villes, Arts des Champs, Malguenac (Morbihan).                                                                           |
| France             | Août                     | Crest Jazz Vocal, Crest (Drôme).                                                                                                  |
| France             | Août                     | Festival classique et jazz, Abbaye de Fontdouce (Charente-Maritime).                                                              |
| France             | Août                     | Festival de big bands de Pertuis (Vaucluse).                                                                                      |
| France             | Août                     | Parfum de Jazz, Buis-les-Baronnies et Pierrelatte (Drôme)                                                                         |
| France             | Août                     | Jazz en Baie, Baie du mont Saint-Michel.                                                                                          |
| France             | Août                     | Jazz à Brignoles (Var). |
| France             | Août                     | Jazz à Ramatuelle (Var). |
| France             | Août                     | Jazz au Phare (Saint-Clément-des-Baleines, Île de Ré).                                                                            |
| France             | Août                     | Jazz aux Frontières, Montgenèvre (Hautes-Alpes).                                                                                  |
| France             | Août                     | Jazz aux Greniers, Honfleur (Calvados).                                                                                           |
| France             | Août                     | Jazz Campus en Clunisois (Cluny et alentours, Saône-et-Loire).                                                                    |
| France             | Août                     | Jazz in Langourla, Langourla (Côtes-d'Armor).                                                                                     |
| France             | Août                     | Jazz in Marciac (Gers). |
| France             | Août                     | Jazz sous les châtaigniers, Roquefère (Aude).                                                                                     |
| France             | Août                     | Kind of Belou, Treignac (Corrèze).                                                                                                |
| France             | Août                     | Les Jazzitudes, Lisieux (Calvados).                                                                                               |
| France             | Août                     | Les Nuits et les Jours de Querbes, Asprières, Figeac, Capdenac.                                                                   |
| France             | Août                     | Les Rendez-vous de l'Erdre, Nantes (Loire-Atlantique).                                                                            |
| France             | Août                     | Musiques de la Nouvelle-Orléans en Périgord, Périgueux (Dordogne).                                                                |
| France             | Août                     | Tremplin Jazz d'Avignon, (Vaucluse).                                                                                              |
| France             | Août                     | Uzeste musical, Uzeste (Gironde).                                                                                                 |
| France             | Août                     | Vague de Jazz en Vendée. |
| France             | Septembre                | Saint Hil Jazz Festival, Saint Hilaire de Chaléons (Loire-Atlantique)                                                             |
| France             | Septembre                | Caval’air Jazz, Cavalaire-sur-Mer (Var).                                                                                          |
| France             | Septembre                | Au Sud du Nord, dans l'Essonne.                                                                                                   |
| France             | Septembre                | Colmar jazz festival de Colmar.                                                                                                   |
| France             | Septembre                | Jazz à Beaune. |
| France             | Septembre                | Jazz au Sommet, dans la région du Pilat (Saint-Genest-Malifaux (Bourg-Argental, Planfoy, Marlhes, Burdignes, Saint-Régis-du-Coin) |
| France             | Septembre                | Jazz aux écluses, Hédé. |
| France             | Septembre                | Jazz en boucle, Saint-Maur-des-Fossés.                                                                                            |
| France             | Septembre                | Jazz en Touraine, Montlouis-sur-Loire.                                                                                            |
| France             | Septembre                | La Villette Jazz Festival, Paris.                                                                                                 |
| France             | Septembre                | Saint-Benoît Swing, à Saint-Benoît (Vienne).                                                                                      |
| France             | Octobre                  | Atlantique Jazz Festival en Bretagne.                                                                                             |
| France             | Octobre                  | Festival Jazz du Plateau Picard, Communauté de communes du Plateau Picard.                                                        |
| France             | Octobre                  | Festival Jazzèbre, Perpignan, Pyrénées orientales et Aude.                                                                        |
| France             | Octobre                  | Jazz en nord (d'octobre à fin mars).                                                                                              |
| France             | Octobre                  | Jazz en tête, Clermont-Ferrand.                                                                                                   |
| France             | Octobre                  | Jazz entre les Deux Tours, La Rochelle.                                                                                           |
| France             | Octobre                  | Jazz sur la ville, Marseille. |
| France             | Octobre                  | Jazz sur son 31, Toulouse et ses environs.                                                                                        |
| France             | Octobre                  | Kayenn Jazz Festival, Cayenne, (Guyane).                                                                                          |
| France             | Octobre                  | L'agglo au rythme du jazz, Nîmes.                                                                                                 |
| France             | Octobre                  | Lagny Jazz Festival à Lagny-sur-Marne.                                                                                            |
| France             | Octobre                  | Nancy Jazz Pulsations, (Nancy - Meurthe-et-Moselle).                                                                              |
| France             | Octobre                  | Rhino Jazz(s) Festival, Saint-Chamond (Loire).                                                                                    |
| France             | Octobre                  | Tourcoing Jazz, Tourcoing, Nord.                                                                                                  |
| France             | Octobre                  | Un Doua de Jazz, Villeurbanne, Rhône-Alpes.                                                                                       |
| France             | Novembre                 | D'Jazz Nevers Festival, Nevers (Nièvre).                                                                                          |
| France             | Novembre                 | Festiv'jazz à Chabeuil, Chabeuil.                                                                                                 |
| France             | Novembre                 | Festival Éclats d'émail, Limoges.                                                                                                 |
| France             | Novembre                 | Festival Émergence, Tours. |
| France             | Novembre                 | Jazz à Grignan, Château de Grignan (Drôme).                                                                                       |
| France             | Novembre                 | Jazz à l'Ouest, Rennes. |
| France             | Novembre                 | Jazz à Part Festival, Rouen. |
| France             | Novembre                 | Jazz au Fil de l'Oise, Val-d'Oise.                                                                                                |
| France             | Novembre                 | Jazz Conilhac, Conilhac-Corbières (Aude).                                                                                         |
| France             | Novembre                 | Jazz en Ouche, L'Aigle (Orne). |
| France             | Novembre                 | Jazzdor, Strasbourg. |
| France             | Novembre                 | Jazzycolors, Paris. |
| France             | Novembre                 | Les Nuits du Jazz, Nantes. |
| France             | Novembre                 | Place au Jazz, Antony. |
| France             | Novembre                 | Reims Jazz Festival Reims. |
| France             | Novembre                 | Si On Jazz'ay Festival, Savenay (Loire-Atlantique).                                                                               |
| France             | Novembre                 | Sons Neufs, Paris. |
| France             | Décembre                 | Dauphine Jazz Festival, Paris. |
| France             | Décembre                 | Festival de jazz de Draguignan.                                                                                                   |
| France             | Décembre                 | Festival de jazz de Pointe-à-Pitre (Guadeloupe).                                                                                  |
| France             | Décembre                 | Jazz en Scènes, dans toute la France durant quatre jours.                                                                         |
| France             | Décembre                 | Martinique Jazz Festival, Fort-de-France (Martinique).                                                                            |
| Géorgie            | Octobre                  | Black Sea Jazz Festival, Tbilissi.                                                                                                |
| Hongrie            | Septembre                | MOL Budapest Jazz Festival. |
| Irlande            | Mai                      | Bray Jazz Festival (en), Bray. |
| Irlande            | Septembre                | Harvest Time Blues (en), Monaghan.                                                                                                |
| Irlande            | Octobre                  | Cork Jazz Festival, Cork. |
| Italie             | Mai                      | Fasano Jazz (it), Fasano (province de Brindisi).                                                                                  |
| Italie             | Mai                      | Vicenza Jazz - New Conversations (it), Vicence (Vénétie).                                                                         |
| Italie             | Juin                     | Estival Jazz (it), Canton du Tessin.                                                                                              |
| Italie             | Juin                     | Jazz in Parco (it), Nocera Inferiore (province de Salerne).                                                                       |
| Italie             | Juin                     | Percfest (it), Laigueglia (province de Savone).                                                                                   |
| Italie             | Juin                     | Südtirol Jazzfestival (de), Bolzano.                                                                                              |
| Italie             | Juillet                  | Barga Jazz Festival (it), Barga.                                                                                                  |
| Italie             | Juillet                  | Festival Internazionale del Jazz della Spezia (it), La Spezia (Ligurie).                                                          |
| Italie             | Juillet                  | Pescara Jazz (it), Pescara (Abruzzes).                                                                                            |
| Italie             | Juillet                  | Pomigliano Jazz Festival (it), Pomigliano d'Arco.                                                                                 |
| Italie             | Juillet                  | Pozzuoli Jazz Festival (it), Pouzzoles (Naples).                                                                                  |
| Italie             | Juillet                  | Taphros Jazz Festival (it), La Maddalena (Sardaigne).                                                                             |
| Italie             | Juillet                  | Tuscia in Jazz Festival, Province de Viterbe.                                                                                     |
| Italie             | Juillet                  | Umbria Jazz, Pérouse. |
| Italie             | Juillet                  | Fano Jazz by the Sea, Fano (Marches).                                                                                             |
| Italie             | Août                     | Beat Onto Jazz Festival, Bitonto.                                                                                                 |
| Italie             | Août                     | Eddie Lang Jazz Festival (it), Monteroduni.                                                                                       |
| Italie             | Août                     | Roccella Jazz Festival, Roccella Ionica.                                                                                          |
| Italie             | Août                     | Time in Jazz, Berchidda (Sardaigne).                                                                                              |
| Italie             | Août                     | UnoJazz, Sanremo (Ligurie). |
| Italie             | Septembre                | Ai confini tra Sardegna e Jazz (it), Sant'Anna Arresi (Sardaigne).                                                                |
| Italie             | Septembre                | Due Laghi Jazz Festival, Avigliana.                                                                                               |
| Italie             | Septembre                | Una Striscia Di Terra Feconda, Rome.                                                                                              |
| Italie             | Octobre                  | Rome Jazz Festival (en), Rome. |
| Italie             | Octobre                  | Novara Jazz Festival (it), Novare (Piémont).                                                                                      |
| Italie             | Novembre                 | Bologna Jazz Festival (it), Bologne.                                                                                              |
| Lettonie           | Juillet                  | Saulkrasti Jazz Festival (en), Saulkrasti.                                                                                        |
| Lituanie           | Mai                      | Kaunas Jazz (en), Kaunas. |
| Lituanie           | Novembre                 | Vilnius Mama Jazz, Vilnius. |
| Macédoine          | Octobre                  | Skopje Jazz Festival (en), Skopje.                                                                                                |
| Malte              | Juillet                  | Malta Jazz Festival (en), La Valette.                                                                                             |
| Monaco             | Novembre                 | Festival de jazz de Monte-Carlo, Principauté de Monaco.                                                                           |
| Norvège            | Janvier                  | Bodø Jazz Open, Bodø. |
| Norvège            | Janvier                  | Djangofestival, Oslo. |
| Norvège            | Janvier                  | Finsejazz (no), Finse. |
| Norvège            | Janvier                  | PolarJazz, Longyearbyen. |
| Norvège            | Janvier                  | TradJazzWeekend, Stavanger. |
| Norvège            | Mars                     | Vossajazz (no), Voss. |
| Norvège            | Avril                    | VossaJazz (no), Voss. |
| Norvège            | Mai                      | AnJazz (en), Hamar. |
| Norvège            | Mai                      | MaiJazz (en), Stavanger. |
| Norvège            | Mai                      | Nattjazz (en), Bergen. |
| Norvège            | Juillet                  | Canal Street, Arendal. |
| Norvège            | Juillet                  | Moldejazz, Molde. |
| Norvège            | Juillet                  | Kongsberg Jazzfestival (en), Kongsberg.                                                                                           |
| Norvège            | Août                     | Oslo Jazzfestival (no), Oslo. |
| Norvège            | Août                     | Sildajazz, Haugesund. |
| Pays-Bas           | Mai                      | Amersfoort Jazz (en), Amersfoort.                                                                                                 |
| Pays-Bas           | Juin                     | Jazz Festival Enkhuizen (en), Enkhuizen.                                                                                          |
| Pays-Bas           | Juillet                  | North Sea Jazz Festival, Rotterdam.                                                                                               |
| Pologne            | Février                  | Lotos Jazz Festival - Bielska Zadymka Jazzowa, Bielsko-Biała.                                                                     |
| Pologne            | Octobre                  | Jazz Jamboree, Varsovie. |
| Pologne            | Novembre                 | Komeda Jazz Festival (en), Słupsk.                                                                                                |
| Portugal           | Avril                    | Festa do jazz, Théâtre São Luiz, Lisbonne.                                                                                        |
| Portugal           | Juin                     | Jazz Ao Centro, Coimbra. |
| Portugal           | Juillet                  | Estoril Jazz, Cascais. |
| Portugal           | Juillet                  | Funchal Jazz Festival (Madère).                                                                                                   |
| Portugal           | Août                     | Jazz Em Agosto, Lisbonne. |
| République tchèque | Juillet                  | Bohemia Jazz Fest (en), itinérant.                                                                                                |
| République tchèque | Octobre                  | Jazz Goes to Town, Hradec Králové.                                                                                                |
| Roumanie           | Juillet                  | Gărâna Jazz Festival (en), Brebu Nou (Județ de Caraș-Severin).                                                                    |
| Roumanie           | Octobre                  | Jazz and More, Sibiu. |
| Roumanie           | Novembre                 | Timișoara Jazz Festival, Timișoara.                                                                                               |
| Royaume-Uni        | Mars                     | Aberdeen Jazz Festival, Aberdeen (Écosse).                                                                                        |
| Royaume-Uni        | Avril                    | City of Derry Jazz and Big Band Festival (en), Derry (Irlande du Nord).                                                           |
| Royaume-Uni        | Avril                    | Cheltenham Jazz Festival (en), Cheltenham.                                                                                        |
| Royaume-Uni        | Juin                     | Glasgow International Jazz Festival (en), Glasgow.                                                                                |
| Royaume-Uni        | Juillet                  | Manchester Jazz Festival (en), Manchester.                                                                                        |
| Royaume-Uni        | Août                     | Brecon Jazz Festival (en), Brecon (Powys, Pays de Galles).                                                                        |
| Royaume-Uni        | Septembre                | Scarborough Town Jazz Festival, Scarborough (Yorkshire du Nord).                                                                  |
| Royaume-Uni        | Novembre                 | London Jazz Festival (en), Londres.                                                                                               |
| Serbie             | Août                     | International Nišville Jazz Festival, Niš.                                                                                        |
| Serbie             | Novembre                 | Novi Sad Jazz Festival (en), Novi Sad.                                                                                            |
| Slovénie           | Juillet                  | Ljubljana Jazz Festival, Ljubljana.                                                                                               |
| Suède              | Juillet                  | Stockholm Jazz Festival (en), Stockholm.                                                                                          |
| Suède              | Octobre                  | Umeå Jazz Festival (en), Umeå. |
| Suisse             | Janvier                  | BeJazz Winterfestival, Berne. |
| Suisse             | Février                  | Festival Jazz di Chiasso, Chiasso.                                                                                                |
| Suisse             | Avril                    | Cully Jazz Festival, Cully. |
| Suisse             | Juin                     | Estival Jazz Lugano, Lugano. |
| Suisse             | Juin                     | Jazz Ascona (en), Ascona. |
| Suisse             | Juillet                  | Festival da Jazz, Saint-Moritz.                                                                                                   |
| Suisse             | Juillet                  | Festival de jazz de Montreux. |
| Suisse             | Juillet                  | Swing in the Wind, Estavayer-le-Lac.                                                                                              |
| Suisse             | Août                     | Auvernier Jazz Festival, Auvernier.                                                                                               |
| Suisse             | Août                     | Jazz en Vacances, Concise |
| Suisse             | Septembre                | Jazz in Willisau, Willisau. |
| Suisse             | Octobre                  | JazzContreBand, Genève. |
| Suisse             | Novembre                 | International Oldtime Jazz Festival de Biel/Bienne, Bienne.                                                                       |
| Suisse             | Novembre                 | JazzOnze+, Lausanne. |
| Turquie            | Janvier                  | Ankara Caz Derneği, Ankara. |
| Turquie            | Mars                     | İzmir European Jazz Festival (en), İzmir.                                                                                         |
| Turquie            | Juillet                  | Istanbul International Jazz Festival (en), Istanbul.                                                                              |
| Turquie            | Octobre                  | Akbank Caz Festivali (tr), Istanbul.                                                                                              |
| Ukraine            | Juin                     | Alfa Jazz Fest (en), Lviv. |
| Ukraine            | Septembre                | Jazz Koktebel, Bilhorod-Dnistrovskyï.                                                                                             |

## Océanie
| Pays      | Mois      | Festival                                               |
| --------- | --------- | ------------------------------------------------------ |
| Australie | Avril     | Melbourne Jazz Fringe Festival (en), Melbourne.        |
| Australie | Mai       | Generations In Jazz (en), Mount Gambier.               |
| Australie | Septembre | Wagga Wagga Jazz and Blues Festival (en), Wagga Wagga. |
| Australie | Octobre   | Melbourne International Jazz Festival (en), Melbourne. |
| Australie | Novembre  | Wangaratta Festival of Jazz (en), Wangaratta.          |